# Владимир Шилейко
Владѝмир Казимѝрович Шилѐйко (на руски: Владимир Казимирович Шилейко) е руски филолог, ориенталист, преводач и поет.
Роден е на 14 февруари (2 февруари стар стил) 1891 година в Петерхоф, Санктпетербургска губерния, в семейството на висш държавен чиновник. Завършва Санктпетербургския университет, където преподава от 1919 година. Работи главно в областта на историята на древна Месопотамия и прави първите директни преводи на руски на акадски и шумерски текстове, сред които „Епоса за Гилгамеш“. През 1918 година се жени за поетесата Анна Ахматова, с която се разделя през 1922 година.
Владимир Шилейко умира от туберкулоза на 5 октомври 1930 година в Москва.